# بشیر التابعی
بشیر التابعی (انگلیسی: Besheer El-Tabei؛ زادهٔ ۲۴ فوریهٔ ۱۹۷۶) یک بازیکن فوتبال اهل مصر است.

## باشگاهی
از باشگاه‌هایی که در آن بازی کرده‌است می‌توان به بورسااسپور، چای‌کار ریزه‌اسپور، باشگاه ورزشی زمالک، اشاره کرد.

## تیم ملی
وی همچنین در تیم ملی فوتبال مصر بازی کرده است.